# Gábor Demszky
Gábor Demszky (maďarsky Demszky Gábor; * 4. srpna 1952, Budapešť) je maďarský politik, právník a sociolog. Bývalý europoslanec a člen SZDSZ. V letech 1990 až 2010 byl v pěti volebních cyklech primátorem Budapešti.

## Biografie
Narodil se 4. srpna 1952 v Budapešti v rodině ekonomů. Studoval na Univerzitě Loránda Eötvöse. V roce 1972 byl kvůli účasti na maoistické demonstraci vyloučen na jeden rok z univerzity a z Maďarského komunistického svazu mládeže (KISZ). Mezitím pracoval jako taxikář a knihovník. Školu dokončil roku 1976. Kvůli svému prohlášení na podporu československé Charty 77 přišel o práci a bylo mu zakázáno publikovat a cestovat.
V roce 1988 se stal členem Szabad Demokraták Szövetsége (SZDSZ) a 31. října 1990 byl zvolen prvním primátorem Budapešti od roku 1945. V této funkci zůstal až do podzimu 2010, tedy po dobu pěti volebních cyklů.
Během úřadování Demszkyho byl opakovaně ředitelem Dětského domova a základní školy Zsuzsi Kossuth (Kossuth Zsuzsa Gyermekotthon és Általános Iskola) v Bicske – jejímž zřizovatelem je hlavní město Budapešť – jmenován pedofil János Vásárhelyi (* 1960), který byl v roce 2018 pravomocně odsouzen za sexuální zneužívání nezletilých.
Od prosince 2000 do června 2001 byl předsedou SZDSZ.
V roce 2004 byl lídrem SZDSZ ve volbách do Evropského parlamentu, byl zvolen europoslancem, ale ještě téhož roku z funkce odstoupil pro neslučitelnost svých dvou postů. Jeho náhradnicí v EP se stala Viktória Mohácsi.
Od léta 2010 již není členem SZDSZ.
Po komunálních volbách 2010 ho ve funkci primátora Budapešti nahradil István Tarlós.
V roce 2024 se ve věku 72 let rozhodl na trvalo opustit Budapešť i Maďarsko a přestěhovat se do Chorvatska. Jako jeden z důvodů uvedl nesouhlas s levicovou politikou současného primátora Gergelye Karácsonye, který hlavní město zadlužil.

## Ocenění
- Freedom to Publish (1983)

## Publikace
- Borravaló (1972)
- Földalatti vonalak (László Rajk a Editt Sasvári, 2000)
- Keleti éden (Noran, 2008)